# Oyak Renault Spor Kulübü
L'Oyak Renault Spor Kulübü és un club esportiu de la ciutat de Bursa, Turquia.
Les seccions més importants són les de futbol, que juga a la Iddaa Lig B, la tercera divisió del país, i la de basquetbol, que juga a la primera divisió del país (any 2007). El club és patrocinat per l'empresa Oyak Renault.